# Ahmet Yurdakul
Ahmet Yurdakul est un auteur et scénariste turc.

## Biographie
Ahmet Yurdakul est né le 20 novembre 1954 à Balıkesir. Il est diplômé du lycée Eşref Paşa d'Izmir en 1972 et de la faculté d'économie de l'université d'Istanbul en 1977. Les premières histoires de l'artiste ont été publiées dans le journal Demokrat İzmir entre 1972 et 1973. Au cours des années suivantes, ses histoires ont continué à être publiées dans des magazines tels que Sanat Olayı, Dönemeç, Varlık, Adam Sanat, Gösteri, Yeni Düşün, et Adam Öykü. Son premier recueil de nouvelles a été publié en 1986. Il a remporté le prix du roman Orman Kemal en 1988 avec son deuxième livre et premier roman, "Kahramanlar Ölmeli (Les héros doivent mourir)". L'auteur a ensuite commencé à écrire des scénarios et a également été le scénariste de certaines séries télévisées populaires,,.

## Œuvres
- 1986 : Körfez Üstü Yıldız Gezer (histoire)
- 1988 : Kahramanlar Ölmeli (roman)
- 1989 : Yorgun Çanlar (roman)
- 1991 : Bir Masal Akşamı (roman)
- 1993 : Korsanın Seyir Defteri (roman)
- 1996 : Despina'nın Gözyaşları (historie)
- 2003 : Kurtlar Vadisi (scénario)
- 2006 : Arka Sokaklar (scénario)